# El conquistador del fin del mundo

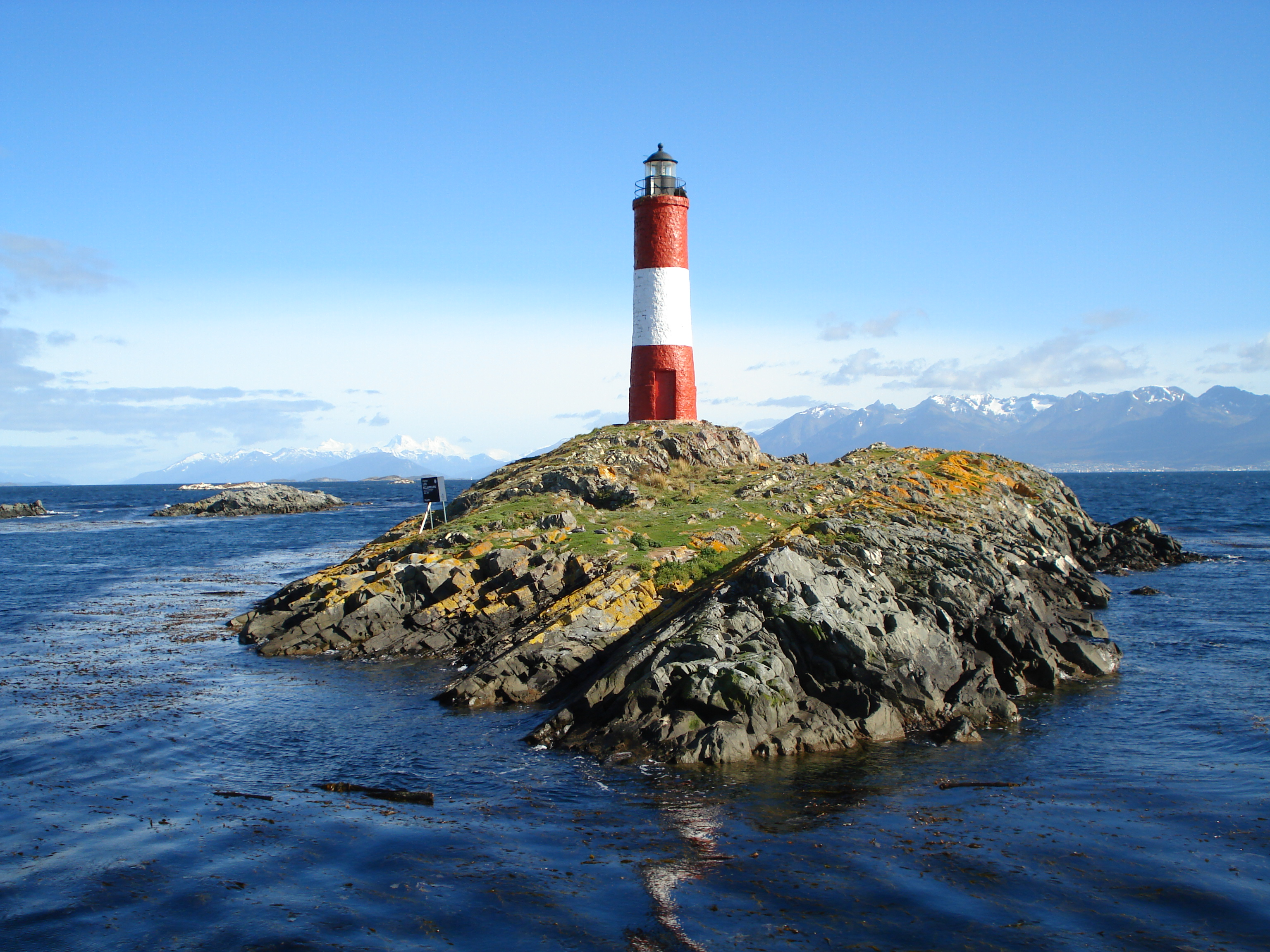
Le phare Les Éclaireurs, communément appelé le « phare del Fin del Mundo », proche d'Ushuaïa sur le canal de Beagle, est le lieu de l'ultime épreuve pour la consécration d'un participant comme le Conquistador del Fin del Mundo.

El conquistador del fin del mundo (Le Conquérant du bout du monde) est un format de téléréalité d'aventure dans lequel seize concurrents s'affrontent dans le paysage de la Patagonie afin d'atteindre le phare des Éclaireurs, et le vainqueur sera consacré comme étant le Conquérant.
Ses concurrents, 8 hommes et 8 femmes, sont divisés en deux équipes, les Pumas et les Condors, ou en Couronne australe et Croix du Sud, qui s'affrontent non seulement dans la rudesse de la terre et au climat mais aussi dans différentes épreuves auxquelles ils participent. Les conditions de vie sont dures, devant supporter le froid, la  faim et la soif. Tant la condition physique que la capacité de coexister avec des inconnus sont fondamentaux pour survivre dans cette aventure.
Dans leur première édition de 2005, des 16 concurrents, 12 étaient basques et 4 argentins d'origine basque. L'objectif du concours a consisté à porter l'ikurriña (drapeau basque), jusqu'au phare de la Fin du Monde.
Basé sur les Conquistadores del Fin del Mundo, le format est sous la production de Globomedia. Le programme est diffusé dans la chaîne publique basque ETB 2, et est animé par Julian Iantzi.
Le programme, dont quatre éditions pour le Pays basque, au début de 2008, a été réalisé exclusivement pour la première fois pour le public argentin.

## Première édition (2005)
La première édition du programme a été diffusée en Espagne à travers ETB, et en Argentine à travers le canal international Canal Vasco. Pour cette édition on a projeté de faire un casting au Pays basque et un autre en Argentine, où pouvaient prendre part seulement des basques ou famille de résidents basques en Argentine. Le gagnant des 18 000 euros a été Eneko Van Horenbeke.

### Participants
| Concurrent                | Âge    | Résidence               | Profession                | Équipe         | Information          |
| ------------------------- | ------ | ----------------------- | ------------------------- | -------------- | -------------------- |
| Eneko Van Horenbeke       | 25 ans | Getxo                   | Rameur et mannequin       | Corona Austral | Vainqueur            |
| Javier Goicoetxea "Goico" | 35 ans | Eibar                   | Policier                  | Cruz Azul      | 2e finaliste         |
| Natxo Cebolla             | 23 ans | Leioa                   | Sportif                   | Cruz Azul      | 3e finaliste         |
| Patrizia Leiza            | 29 ans | Elizondo                | Secouriste                | Corona Austral | 12e Éliminée         |
| Ibán Dordio               | 22 ans | Durango                 | Journaliste               | Cruz Azul      | 11e Éliminée         |
| Idoia Foruria             | 32 ans | Gernika                 | Serveuse                  | Cruz Azul      | 10e Éliminée         |
| Marta Fernández           | 27 ans | Barakaldo               | Vendeuse                  | Cruz Azul      | 9e Éliminée          |
| Dulce Burutxaga           | 30 ans | Amurrio                 | Journaliste               | Corona Austral | 8e Éliminée          |
| Íñigo Bilbao              | 35 ans | Erandio                 | Chauffeur                 | Corona Austral | 7e Éliminé           |
| Justo                     | 22 ans | Rosario, Argentine      |                           |                | 6e Éliminé (Réserve) |
| Santiago Bereciartua      | 25 ans | Rosario, Argentine      | Journaliste               | Corona Austral | 5e Éliminé           |
| Carlota Cereijo           | 26 ans | Las Karreras            | Étudiante                 | Corona Austral | Abandon              |
| Xabier Aguirregomezcorta  | 24 ans | Getxo                   | Sportif                   | Corona Austral | 4e Éliminé           |
| Lorea Águila              | 27 ans | Elorrio                 | Professeur d'aérobic      | Cruz Azul      | Abandon              |
| Jimena Arroyo             | 24 ans | Rosario, Argentine      | Vendeuse                  | Cruz Azul      | 3e Éliminée          |
| Hugo Arrondo              | 49 ans | Buenos Aires, Argentine | Vendeur                   | Cruz Azul      | 2e Éliminé           |
| Jorgelina Oyarzabal       | 24 ans | Buenos Aires, Argentine | Professeur de gymnastique | Corona Austral | 1re Éliminée         |

### Duels
| Épisode           | Équipe immune     | Nommé par capitaine | Nommé par compagnons | Éliminé               |
| ----------------- | ----------------- | ------------------- | -------------------- | --------------------- |
| 01                | Cruz Azul         | Dulce (Par Iñigo)   | Jorgelina 4/7 voix   | Jorgelina             |
| 02                | Corona Austral    | Jimena (Par Natxo)  | Hugo 6/7 voix        | Hugo                  |
| 03                | Corona Austral    | Iban (Par Lorea)    | Jimena 4/6 voix      | Jimena                |
| Épisode           | Immune            | Nommé par l'immuné  | Nommé par compagnons | Éliminé               |
| 04                | Patrizia          | Xabier              | Iñigo 8/11 voix      | Xabier Sans duel      |
| 05                | Natxo             | Santiago            | Dulce 5/9 voix       | Santiago Sans duel    |
| 06                | Goiko             | Dulce               | Justo 5/9 voix       | Justo Sans duel       |
| 07                | Patrizia          | Dulce               | Iñigo 5/8 voix       | Iñigo                 |
| 08                | Eneko             | Dulce               | Ibán 3/7 voix        | Dulce                 |
| 09                | Goiko             | Marta               | Idoia 2/6 voix       | Marta Sans duel       |
| 10                | Eneko             | Idoia               | Natxo 3/5 voix       | Idoia                 |
| 11                | Natxo             | Patrizia            | Ibán 2/4 voix        | Ibán                  |
| 12                | Natxo             | Patrizia            | Eneko 2/3 voix       | Patrizia              |
| Épisode           | Finalistes        | Finalistes          | Finalistes           | Éliminés              |
| 13                | Eneko Goiko Natxo | Eneko Goiko Natxo   | Eneko Goiko Natxo    | Natxo (3e) Goiko (2e) |
| Favoris du public | Favoris du public | Favoris du public   | Goiko (1re) et Dulce | Goiko (1re) et Dulce  |

## Seconde édition (2006)
Pour la seconde édition on a seulement réalisé le casting au Pays basque. La nouveauté de cette édition a été l'inclusion des capitaines pour les deux équipements : José Luis Korta et Julen Madina Ayerbe (coureur de San Fermín). Hugo Arrondo, ex concurrent de la première édition, y est retourné pour coexister avec les concurrents du purgatoire. Le gagnant des 18 000 euros a été Raúl Arrives Cavia.

### Participants
| Concurrent            | Âge    | Résidence                | Profession                   | Équipe   | Information         |
| --------------------- | ------ | ------------------------ | ---------------------------- | -------- | ------------------- |
| Raúl Arribas          | 31 ans | Lazcano                  | Pladurista                   | Pumas    | Vainqueur           |
| Azucena Diez          | 34 ans | Trapagan                 | Administrative               | Cóndores | 2e Finaliste        |
| Patxi Hernández       | 44 ans | Vitoria-Gasteiz          | Instructeur de policiers     | Pumas    | 3e Finaliste        |
| Ainhoa Somarriba      | 34 ans | Gorliz                   | Functionnaire                | Cóndores | 11e et 13e Éliminés |
| Ana Gutiérrez         | 26 ans | San Adrián               | Moniteur de sport d'aventure | Cóndores | 12e Éliminée        |
| Mónika "Jawata" Weber | 28 ans | Fontarrabie              | DJ                           | Pumas    | 10e Éliminée        |
| Xabi Arostegi         | 25 ans | Getxo                    | Cycliste                     | Cóndores | 9e Éliminé          |
| Eva Fiallegas         | 29 ans | Arrigorriaga             | Psychologue                  | Pumas    | 8e Éliminée         |
| Oihana Villareal      | 28 ans | Donostia-Saint Sebastien | Policier municipal           | Pumas    | 7e Éliminée         |
| Marco Ursini          | 30 ans | Rome, Italie             | Commercial en vêtements      | Pumas    | 6e Éliminé          |
| Iván Pedrosa          | 28 ans | Villaro                  | Auxiliaire de vol            | Cóndores | 5e Éliminé          |
| Ander Ozamiz          | 20 ans | Galdakao                 | Musicien                     | Pumas    | 4e Éliminé          |
| Manu Gabantxo         | 32 ans | Erandio                  | Chargée d'hostellerie        | Cóndores | 3e Éliminé          |
| Magie Álvarez         | 22 ans | Zarautz                  | Hôtelière                    | Pumas    | 2e Éliminée         |
| Josu Salazar          | 30 ans | Sestao                   | Boxeur                       | Cóndores | Abandon             |
| Judith Coren          | 21 ans | El Villar de Arnedo      | Coiffeuse                    | Cóndores | 1re Éliminée        |

### Duels
| Épisode           | Équipe immune             | Nommé par compagnons      | Nommé par capitaine       | Éliminé                             |
| ----------------- | ------------------------- | ------------------------- | ------------------------- | ----------------------------------- |
| 01                | Pumas                     | Judith 6/8 voies          | Manu                      | Judith                              |
| 02                | Cóndores                  | Magie 5/8 voix            | Patxi                     | Magie                               |
| 03                | Pumas                     | Ivan 3/6 voix             | Manu                      | Manu                                |
| 04                | Cóndores                  | Ander 2/7 voix            | Jawata                    | Ander                               |
| 05                | Pumas                     | Ainhoa 2/5 voix           | Ivan                      | Ivan                                |
| 06                | Cóndores                  | Jawata 3/6 voix           | Marco                     | Marco                               |
| 07                | Cóndores                  | Jawata 3/5 voix           | Oihana                    | Oihana                              |
| Épisode           | Immune                    | Nommé par compagnons      | Nommé par 1re nommé       | Éliminé                             |
| 08                | Ainhoa                    | Azucena 3/8 voix          | Eva                       | Eva Purgatoire                      |
| 09                |                           | Xabi /7 voix              |                           | Xabi Purgatoire                     |
| 10                | Raúl                      | Azucena 2/6 voix          | Jawata                    | Jawata Purgatoire                   |
| 11                | Raúl                      | Patxi 3/5 voix            | Ainhoa                    | Ainhoa Purgatoire                   |
| 12                |                           | Ana 2/4 voix              | Raúl                      | Ana Purgatoire                      |
| Épisode           | Finalistes                | Finalistes                | Finalistes                | Éliminés                            |
| 13                | Ainhoa Azucena Patxi Raúl | Ainhoa Azucena Patxi Raúl | Ainhoa Azucena Patxi Raúl | Ainhoa (4e) Patxi (3e) Azucena (2e) |
| Favoris du public | Favoris du public         | Favoris du public         | Ana (1re) Azucena         | Ana (1re) Azucena                   |

## Troisième édition (2007)
Ce programme a été diffusé à partir du lundi 8 janvier.
Les capitaines ont été :
- Juanito Oiarzabal, avec ses 21 ascensions de sommets de plus de 8 000 m, est un survivant né, habitué à coexister dans des campements où le peu de repas et le froid sont le pain quotidien.
- Mikel Goñi, au contraire, est un sportif polémique et anarchique, qui n'a jamais vécu une expérience semblable.

À la fin de l'expérience seulement un participant brandira l'ikurriña dans l'île du phare, à Ushuaïa.
« Le Conquérant du bout du Monde » était une production de Hostoil pour Euskal Telebista, il était diffusé le lundi soir après le « Teleberri » (journal télévisé) et il a été présenté de nouveau par Julian Iantzi.
Le gagnant des 18 000 euros a été Lourdes Zuriarrain, qui sera la première femme à gagner le concours.

### Participants
| Concurrent                    | Âge    | Résidence       | Profession                | Équipe   | Information                 |
| ----------------------------- | ------ | --------------- | ------------------------- | -------- | --------------------------- |
| Lourdes Zuriarrain            | 41 ans | Saint-Sébastien | Fonctionnaire de la poste | Pumas    | Vainqueur                   |
| Mari José "Marijo" Sardon     | 33 ans | Urnieta         | Policier municipal        | Cóndores | 2e finaliste                |
| Josu "Ruso" Rus               | 25 ans | Getxo           | Serveur                   | Pumas    | 3e finaliste                |
| Silvia Sánchez                | 30 ans | Gordexola       | Entrepreneur              | Cóndores | 4e finaliste / 10e Éliminée |
| Beni Fernández                | 50 ans | Bilbao          | Hôtelier                  | Cóndores | 12e Éliminée                |
| Francisco "Txisko" Santamaria | 38 ans | Escároz         | Vétérinaire rural         | Pumas    | 11e Éliminé                 |
| Iker Aristegi                 | 25 ans | Iruña Oka       | Soudeur                   | Pumas    | Expulsé par l'organisation  |
| Aitziber Santos               | 28 ans | Lemoiz          | Monitrice de fitness      | Cóndores | 9e Éliminée                 |
| Mercedes "Mertxe" Cornago     | 51 ans | Galdakao        | Technicienne de surface   | Pumas    | 8e Éliminée                 |
| Egoitz Barreras               | 20 ans | Trapagan        | Travailleur forestier     | Pumas    | 7e Éliminé                  |
| Carola Lanusse                | 32 ans | Irun            | Relacions publiques       | Pumas    | 6e Éliminée                 |
| Mikel Platero                 | 41 ans | Erandio         | Policier                  | Cóndores | 5e Éliminé                  |
| Patricia Cascallana           | 28 ans | Castro Urdiales | Commercial en immobilier  | Cóndores | 4e Éliminée                 |
| Jugatxi Apodaka               | 20 ans | Vitoria-Gasteiz | Dessinateur               | Pumas    | Abandon                     |
| Yolanda Falagan               | 32 ans | Bilbao          | Hôtelier                  | Pumas    | Abandonne                   |
| Mory Sarr                     | 24 ans | Markina-Xemein  | Plombier                  | Cóndores | 3e Éliminé                  |
| Julián Vázquez                | 39 ans | Mendexa         | Soudeur                   | Cóndores | 2e Éliminé                  |
| Manuel "Manu" Paredero        | 57 ans | Oiarzun         | Chauffeur                 | Cóndores | 1re Éliminé                 |

### Duels
| Épisode           | Équipe immune              | Concurrent immune          | Nommé par compagnons       | Nommé par capitaine            | Éliminé                           |
| ----------------- | -------------------------- | -------------------------- | -------------------------- | ------------------------------ | --------------------------------- |
| 01                | Pumas                      |                            |                            | Manu                           | Manu                              |
| 02                | Pumas                      | Aitziber                   | Julián 7/8 voix            | Mikel                          | Julián                            |
| 03                | Pumas                      | Aitziber                   | Beni 4/7 voix              | Mory                           | Mory                              |
| 04                | Pumas                      | Aitziber                   | Patricia 5/6 voix          | Silvia                         | Patricia                          |
| 05                | Cóndores                   | Mertxe                     |                            |                                | Korta                             |
| 06                | Pumas                      | Beni                       | Mikel 3/5 voix             | Aitziber                       | Mikel                             |
| 07                | Cóndores                   | Mertxe                     | Iker 3/6 voix              | Carola                         | Carola                            |
| Épisode           | Immune                     | Immune                     | Nommé par compagnons       | Nommé par 1re nommé            | Éliminé                           |
| 08                | Mertxe                     | Mertxe                     | Iker 5/10 voix             | Egoitz                         | Egoitz Purgatoire                 |
| 09                | Iker                       | Iker                       | Aitziber 7/10 voix         | Mertxe                         | Mertxe Purgatoire                 |
| 10                | Iker                       | Iker                       | Lourdes 4/8 voix           | Aitziber                       | Aitziber Purgatoire               |
| 12                | Ruso                       | Ruso                       | Beni 3/6 voix              | Silvia                         | Silvia Purgatoire                 |
| 13                | Lourdes                    | Lourdes                    | Beni 4/6 voix              | Txisko                         | Txisko Purgatoire                 |
| 14                |                            |                            | Beni 3/4 voix              | Silvia Vainqueur du purgatoire | Beni                              |
| Épisode           | Finalistes                 | Finalistes                 | Finalistes                 | Finalistes                     | Éliminés                          |
| 15                | Lourdes Marijo Ruso Silvia | Lourdes Marijo Ruso Silvia | Lourdes Marijo Ruso Silvia | Lourdes Marijo Ruso Silvia     | Silvia (4e) Ruso (3e) Marijo (2e) |
| Favoris du public | Favoris du public          | Favoris du public          | Favoris du public          | Iker (1re) Egoitz Silvia       | Iker (1re) Egoitz Silvia          |

## Quatrième édition (2008)
Le second canal d'Euskal Telebista a diffusé en début d'année une nouvelle édition de ce reality de survie. Le programme a été prolongé pendant une période de 40 jours. Juanito Oiarzabal a été de nouveau capitaine, et pour la première fois une femme a été capitaine d'un des groupes : Virginia Berasategui. Dans le premier chapitre se présenteront en plus deux personnages pour seconder les deux capitaines : la top modèle Marta López qui accompagnera Juanito et le joueur de football Joni Remigio qui accompagnera Virginie.
Le programme s'appuiera sur Joxan Goñi et Txema Montoya pour la direction, d'Adrián Quiroga et Patxi Alonso pour la production exécutive, Santiago Sánchez pour la réalisation et de Mario Borovich pour la coordination du scénario et son contenu.

### Participants
| Concurrent                 | Âge    | Résidence       | Profession                                   | Équipe   | Information        |
| -------------------------- | ------ | --------------- | -------------------------------------------- | -------- | ------------------ |
| Gorka Toraño               | 30 ans | Bilbao          | Limpieza industrial                          | Pumas    | Vainqueur          |
| Iosu Vázquez               | 24 ans | Lesaka          | Operario siderúrgico                         | Cóndores | 2e Finaliste       |
| Eguzki Garamendia          | 21 ans | Sodupe          | Étudiante                                    | Cóndores | 3e Finaliste       |
| Susana "Su" Goikoetxea     | 38 ans | Barañáin        | Celadora                                     | Pumas    | 15° Éliminée       |
| Ángel Jauregi              | 48 ans | Barakaldo       | Reciclador                                   | Pumas    | 8e et 14e Éliminés |
| Aitor Iruarrizaga          | 39 ans | Igorre          | Peón forestal                                | Pumas    | 13e Éliminé        |
| Daniel "Sarmiento" García  | 29 ans | Murchante       | Agent forestier                              | Cóndores | 12e Éliminé        |
| María Elena Portuondo      | 37 ans | Burlada         | Consultante en entreprise                    | Pumas    | 11e Éliminée       |
| Oianko Garde               | 28 ans | Gartzain        | Technicienne de Bai Euskarari                | Cóndores | 10e Éliminée       |
| Silbia Santxez             | 23 ans | Estella-Lizarra | Opératrice sur machine et escalade de rocher | Cóndores | Abandon volontaire |
| Olga Alonso                | 23 ans | Peralta         | Secouriste et clown                          | Cóndores | 9e Éliminée        |
| Felipe Ugarte              | 30 ans | Urnieta         | Joueur de Txalaparta                         | Cóndores | 7e Éliminé         |
| Javier Gómez del Barrio    | 39 ans | Vitoria-Gasteiz | Instructeur d'arts martiaux                  | Cóndores | Abandon            |
| Alberto Blanquez           | 25 ans | Trapagan        | Psychologue et videur                        | Pumas    | 6e Éliminé         |
| Moisés "Motxi" Sanz        | 27 ans | Gorliz          | Démonte toits                                | Pumas    | 5e Éliminé         |
| Mercedes "Mertxe" Galdeano | 47 ans | Bilbao          | Gouvernante d'hôtel                          | Pumas    | 4e Éliminée        |
| Marina Merino              | 48 ans | Bilbao          | Administrative                               | Pumas    | 3e Éliminée        |
| Silvia "La Negra" Beatriz  | 47 ans | Vitoria-Gasteiz | Entraîneuse personnelle                      | Cóndores | 2e Éliminée        |
| Susana Muñoz               | 31 ans | Bilbao          | Administrative                               | Cóndores | Abandonc           |
| Eva Fonseca                | 33 ans | Saint-Sébastien | Receveuse de péage                           | Pumas    | 1re Éliminée       |

### Duels
| Épisode           | Équipe immune         | Concurrent immune  | Nommé par compagnons        | Nommé par capitaines        | Éliminé                          |
| ----------------- | --------------------- | ------------------ | --------------------------- | --------------------------- | -------------------------------- |
| 01/02             | Cóndores              | María Elena        | Marina 3/9 voix             | Eva                         | Eva                              |
| 03                | Pumas                 | Olga               | La Negra 4/9 voix           | Felipe                      | La Negra                         |
| 04                | Cóndores              | María Elena        | Mertxe 3/10 voix            | Marina                      | Marina                           |
| 05                | Cóndores              | Maria Elena        | Alberto 4/9 voix            | Merxe                       | Mertxe                           |
| 06                | Cóndores              | María Elena        | Motxi 3/8 voix              | Ángel                       | Motxi                            |
| 07                | Cóndores              | María Elena        | Alberto 3/7 voix            | Ángel                       | Alberto                          |
| 08                |                       |                    | Felipe (Cóndores) 7/8 voix  | Gorka (Pumas) 4/5 voix      | Felipe                           |
| 09                | Cóndores              | María Elena        | Ángel 3/5 voix              | Su                          | Ángel Purgatoire                 |
| Épisode           | Concurrent immune     | Nommés purgatoire  | Nommé par l'épreuve         | Nommé par compagnons        | Éliminé                          |
| 10/11             | Oianko                |                    | Olga                        | Gorka 5/9 voix              | Olga                             |
| 11                | Sarmiento             |                    | Oianko                      | Iosu 4/7 voix               | Oianko                           |
| 12                | Eguzki                |                    | Maria Elena                 | Gorka et Sarmiento 3/6 voix | Maria Elena Sarmiento Purgatoire |
| 13                | Iosu                  | Ángel et Sarmiento | Su                          | Aitor 2/4 voix              | Sarmiento                        |
| Épisode           | Concurrent Immune     | Duellistes         | Duellistes                  | Duellistes                  | Éliminé                          |
| 14                | Eguzki, Gorka et Iosu |                    |                             |                             | Aitor                            |
| 14                | Eguzki, Gorka et Iosu | Ángel et Su        | Ángel et Su                 | Ángel et Su                 | Ángel                            |
| 15                | Gorka et Iosu         | Eguzki et Su       | Eguzki et Su                | Eguzki et Su                | Su                               |
| Épisode           | Finalistes            | Finalistes         | Finalistes                  | Finalistes                  | Éliminés                         |
| 16                | Eguzki Gorka Iosu     | Eguzki Gorka Iosu  | Eguzki Gorka Iosu           | Eguzki Gorka Iosu           | Eguzki (3e) Iosu (2e)            |
| Favoris du public | Favoris du public     | Favoris du public  | Angel (1re) Gorka Sarmiento | Angel (1re) Gorka Sarmiento | Angel (1re) Gorka Sarmiento      |

## Cinquième édition (2009)
Le canal 2 d'Euskal Telebista (ETB2) a diffusé au début de l'année une nouvelle édition de ce reality de survie. Chaque équipe a eu deux capitaines. Juanito Oiarzabal et José Luis Korta sont retournés au programme pour mener les Pumas, tandis que Eneritz Iturriaga et Yahaira Agirre ont été les capitaines des Condors. Angel Jauregi, de l'édition précédente, est retourné pour faire partie du Purgatoire, où il a coexisté avec des concurrents et à la fin il a dû choisir parmi eux celui qui retournerait aux autres participants du concours.
Le programme a été dirigé par Joxan Goñi et Txema Montoya, la production exécutive assurée par Adrián Quiroga et Patxi Alonso, la réalisation par Santiago Sánchez et la direction de contenus/scénario par Mario Borovich, et a été récompensé comme le meilleur programme de divertissement de la télévision autonome par l'Académie de Télévision espagnole.

### Participants
| Concurrent          | Âge    | Résidence       | Profession                                     | Équipe   | Information         |
| ------------------- | ------ | --------------- | ---------------------------------------------- | -------- | ------------------- |
| Gotzon Mantuliz     | 19 ans | Berango         | Étudiant et designer                           | Cóndores | Vainqueur           |
| Josu Abrego         | 42 ans | Errenteria      | Production de moyens et fermier                | Pumas    | 2e Finaliste        |
| Ndiaga Ngam         | 36 ans | Sénégal         | Pâtissier et mannequin                         | Pumas    | 3e Finaliste        |
| José Vicente Alonso | 39 ans | Vitoria-Gasteiz | Plombier et ex-pelotari                        | Pumas    | 4e Finaliste        |
| Iñaki Sanz          | 24 ans | Plentzia        | Hôtelier et cuisinier                          | Pumas    | 13e et 14e Éliminés |
| Nagore Urkiaga      | 27 ans | Barakaldo       | Éducatrice                                     | Pumas    | 12e Éliminée        |
| Ahinara Zubizarreta | 28 ans | Eskoriatza      | baby-sitter et serveuse                        | Cóndores | 11e Éliminée        |
| Eneko Mugurza       | 20 ans | Bergara         | pelotari                                       | Cóndores | Abandon             |
| Paco Martínez       | 54 ans | Vitoria-Gasteiz | employé de bureau et athlète                   | Cóndores | 10e Éliminé         |
| Javier Etxenike     | 44 ans | Saint-Sébastien | Agent municipal                                | Cóndores | 9e Éliminé          |
| Ainhoa Barbara      | 34 ans | Amurrio         | Guide environnemental et jardinière            | Pumas    | Abandon             |
| Txema Leoz          | 38 ans | Bilbao          | Économiste                                     | Cóndores | 8e Éliminé          |
| Maite Iturraran     | 23 ans | Mondragón       | Professeur d'anglais                           | Cóndores | 7e Éliminée         |
| Eider Martínez      | 27 ans | Irun            | Hygiéniste dentaire                            | Cóndores | 6e Éliminée         |
| Gerexane Ussia      | 22 ans | Laudio          | Étudiante et athlète                           | Cóndores | 5e Éliminée         |
| Loli Fuste          | 44 ans | Ayala           | Employée d'usine                               | Pumas    | 4e Éliminée         |
| Vanessa Bergara     | 34 ans | Vitoria-Gasteiz | Grutière                                       | Pumas    | Abandon             |
| Nerea de la Horra   | 37 ans | Zalla           | Coordinatrice de qualité centre d'appel        | Pumas    | 3e Éliminée         |
| Ana Mª Berasategui  | 40 ans | Ibarguren       | Employée d'usine, aizkolari, ballot et enclume | Cóndores | 2e Éliminée         |
| Raúl Llata          | 31 ans | Zumarraga       | Entretien électrique et moniteur de snowboard  | Pumas    | 1re Éliminé         |

### Duels
| Épisode           | Équipe immune             | Concurrent immune         | Nommé par compagnons                                 | Nommés par capitaines                                                     | Défi pour le duel         | Éliminé                          |
| ----------------- | ------------------------- | ------------------------- | ---------------------------------------------------- | ------------------------------------------------------------------------- | ------------------------- | -------------------------------- |
| 01/02             | Condores                  | Vanessa                   | Alonso 8/10 voix                                     | Llata et Nagore                                                           | Llata (Par Alonso)        | Llata                            |
| 03                | Pumas                     | Ahinara                   | Ana 7/10 voix                                        | Eider et Javier                                                           | Eider (Par Ana)           | Ana                              |
| 04                | Condores                  | Vanessa                   | Josu 5/9 voix                                        | Ainhoa et Nerea                                                           | Nerea (Par Josu)          | Nerea                            |
| 05                | Condores                  | Vanessa                   | Loli 4/7 voix                                        | Iñaki et Ndiaga                                                           | Iñaki (Par Loli)          | Loli                             |
| 06                | Pumas                     | Ahinara                   | Paco 3/9 voix                                        | Geraxane et Maite                                                         | Geraxane (Par Paco)       | Geraxane                         |
| 07                | Pumas                     | Ahinara                   | Eider 4/8 voix                                       | Javi et Maite                                                             | Javi (Par Eider)          | Eider                            |
| 08                | Pumas                     | Ahinara                   | Maite 3/7 voix                                       | Paco et Gotzon                                                            | Paco (Par Maite)          | Maite                            |
| 0912              |                           |                           | Ahinara (Cóndores) 5/6 voix Ndiaga (Pumas) 4/6 voies | Txema (Cóndores) par Eneritz et Yahaira Josu (Pumas) par Juanito et Korta |                           | Txema                            |
| 10                | Pumas                     | Ahinara                   | Javi Pour triche dans le jeu                         | Gotzon Volontairement                                                     |                           | Javi                             |
| 11                | Pumas                     | Ahinara                   | Pako3/4 voix                                         | Gotzon                                                                    |                           | Pako                             |
| 12                | Pumas                     | Gotzon                    | Eneko Pour perte du duel d'immunité                  | Ahinara Pour rejet                                                        |                           | Ahinara Purgatoire               |
| Épisode           | Immune                    | Nommé par l'épreuve       | Nommé par l'épreuve                                  | Nommé par compagnons                                                      | Nommé par compagnons      | Éliminé                          |
| 13                | Eneko                     | Nagore                    | Nagore                                               | Gotzon 4/7 voix                                                           | Gotzon 4/7 voix           | Nagore Purgatoire                |
| 14                | Ndiaga                    | Eneko                     | Eneko                                                | Gotzon 4/6 voix                                                           | Gotzon 4/6 voix           | Eneko Purgatoire                 |
| 15                | Ndiaga                    | Iñaki                     | Iñaki                                                | Josu 3/5 voix                                                             | Josu 3/5 voix             | Iñaki Purgatoire                 |
| 16                | Ndiaga                    | Iñaki Purgatoire          | Iñaki Purgatoire                                     | Gotzon 2/4 voix                                                           | Gotzon 2/4 voix           | Iñaki                            |
| Épisode           | Finalistes                | Finalistes                | Finalistes                                           | Finalistes                                                                | Finalistes                | Éliminés                         |
| 17                | Alonso Gotzon Josu Ndiaga | Alonso Gotzon Josu Ndiaga | Alonso Gotzon Josu Ndiaga                            | Alonso Gotzon Josu Ndiaga                                                 | Alonso Gotzon Josu Ndiaga | Alonso (4e) Ndiaga (3e) Josu(2e) |
| Favoris du public | Favoris du public         | Favoris du public         | Favoris du public                                    | Gotzon (1re) Iñaki Nagore                                                 | Gotzon (1re) Iñaki Nagore | Gotzon (1re) Iñaki Nagore        |

## Sixième édition (2010)
Le 10 janvier 2010 est diffusé la sixième édition du Conquistador del fin del mundo (Conquérant de la fin du Monde). Pour la première fois on change de jour, et sera diffusé le dimanches soir.
Pendant les cinq premiers épisodes il n'y a pas eu d'équipes et les 21 concurrents vivaient dans le même campement avec l'ex-boxeur Manu Maritxalar comme capitaine. Dans le 6e épisode, 4 nouveaux concurrents sont entrés en jeu (Andeka, Iratxe, Mikel et Silvia) et on a formé deux équipes avec Juanito Oiarzabal (Condors) et José Luis Korta (Pumas) comme capitaines une fois de plus.

### Participants
| Concurrent                     | Âge    | Résidence             | Équipe   | Information  |
| ------------------------------ | ------ | --------------------- | -------- | ------------ |
| Egoitz Ríos                    | 20 ans | Galdakano             | Condores | Vainqueur    |
| Ekaitz Ríos                    | 20 ans | Galdakano             | Pumas    | Finaliste    |
| Koldo Pozueta                  | 42 ans | Urdiain               | Condores | Finaliste    |
| Oihane Jiménez                 | 23 ans | Barañáin              | Condores | Finaliste    |
| Andeka Rico                    | 31 ans | Bilbao                | Pumas    | 17e Éliminé  |
| Qi Xie                         | 33 ans | Getxo                 | Pumas    | Abandon      |
| Imanol Iribar                  | 30 ans | Getaria               | Condores | 16e Éliminé  |
| Begoña Corón                   | 31 ans | Anoeta                | Condores | 15e Éliminée |
| Aitor Martínez                 | 20 ans | Vitoria-Gasteiz       | Condores | 14e Éliminé  |
| Miguel "Mikel" Garrido         | 27 ans | Calahorra (La Rioja)  | Condores | 13e Éliminé  |
| David Díaz                     | 36 ans | Ortuella              | Pumas    | 12e Éliminé  |
| Iratxe Varas                   | 22 ans | Leioa (Biscaye)       | Pumas    | Abandon      |
| Iker Flores                    | 33 ans | Vitoria-Gasteiz       | Pumas    | 11e Éliminé  |
| Esti Pinedo                    | 29 ans | La Puebla de Arganzón | Condores | 10e Éliminée |
| Piret Salong                   | 29 ans | Saint-Sébastien       | Pumas    | 9e Éliminée  |
| Maitane García                 | 28 ans | Ordizia (Guipuscoa)   | Pumas    | 8e Éliminée  |
| Pedro Antonio "Pedran" Virgala | 47 ans | Andoain               | Pumas    | 7e Éliminé   |
| Silvia Zozaya                  | 32 ans | Pampelune             | Condores | 6e Éliminée  |
| Aratz Ayala                    | 31 ans | Sopelana              | Condores | 5e Éliminé   |
| Oihane Sanz                    | 29 ans | Larrabetzu            |          | 4e Éliminée  |
| Maite Pérez                    | 35 ans | Bilbao                |          | 3e Éliminée  |
| Aitane Villa                   | 23 ans | Bilbao                |          | 2e Éliminée  |
| Francisca Cabrera              | 42 ans | Bilbao                |          | Abandon      |
| Felipe Pesquera                | 39 ans | Getxo                 |          | 1re Éliminé  |
| Tamara Nestarina               | 25 ans | Fuenmayor             |          | Abandon      |

### Duels
| Épisode | Concurrent immune | Concurrent immune | Nommé par l'épreuve | Nommé par compagnons         | Nommé par capitaine  | Nommé par capitaine             | Éliminé             |
| ------- | ----------------- | ----------------- | ------------------- | ---------------------------- | -------------------- | ------------------------------- | ------------------- |
| 02      | Iker              | Iker              | Esti                | Felipe 6/19 voix             | Oihane S.            | Oihane S.                       | Felipe              |
| 03      | Oihane J.         | Oihane J.         | Oihane S.           | Maite 9/17 voix              | Aitana               | Aitana                          | Aitana              |
| 04      | Egoitz et Ekaitz  | Egoitz et Ekaitz  | Aratz               | Maite 11/16 voix             | -                    | -                               | Maite               |
| 05      | Imanol            | Imanol            | Oihane S.           | Esti 6/12 voix               | Begoña               | Begoña                          | Oihane S. Sans duel |
| Épisode | Équipe immune     | Concurrent immune | Nommé directement   | Nommé par compagnons         | Nommé par capitaine  | Choisi pour le duel             | Éliminé             |
| 06      | Pumas             | Begoña            | Aratz Par Pumas     | Silvia 6/10 voix             | Esti                 | Esti (Par Aratz)                | Aratz               |
| 07      | Pumas             | Begoña            | Koldo Par Pumas     | Silvia 7/9 voix              | Oihane J.            | Silvia (Par Koldo)              | Silvia              |
| 08      |                   |                   |                     |                              |                      | Mikel (Cóndores) Pedran (Pumas) | Pedran              |
| 09      | Cóndores          | Iratxe            | Iker Par Cóndores   | Maitane 5/8 voix             | David                | Maitane (Par Iker)              | Maitane             |
| 10      | Cóndores          | Iratxe            | Iker Par Cóndores   | Piret 5/7 voix               | Qi                   | Piret (Par Iker)                | Piret               |
| 11      | Pumas             | Begoña            | Koldo Par Pumas     | Esti 7/8 voix                | Oihane J.            | Esti (Par Koldo)                | Esti                |
| 12      | Cóndores          | Iratxe            | Iker Par Cóndores   | Qi 4/6 voix                  | David                | Qi (Par Iker)                   | Iker                |
| 13      | Cóndores          | Iratxe            | Andeka Par Cóndores | David 2/4 voix               | Qi                   | David (Par Andeka)              | David               |
| 14      |                   |                   |                     |                              |                      | Mikel (Cóndores) Ekaitz (Pumas) | Mikel               |
| 15      | Pumas             | Begoña            | Imanol Par Pumas    | Ekaitz et Oihane J. 3/6 voix | Aitor                | Aitor (Par Imanol)              | Aitor               |
| Épisode | Concurrent immune | Concurrent immune | Nommé par l'épreuve | Nommé par compagnons         | Nommé par immunisé   | Nommé par immunisé              | Éliminé             |
| 16      | Ekaitz            | Ekaitz            | Begoña              | Koldo 3/6 voix               | Qi                   | Qi                              | Begoña              |
| 17      | Egoitz            | Egoitz            | Imanol              | Qi 3/6 voix                  | Koldo                | Koldo                           | Personne            |
| 18      | Egoitz            | Egoitz            | Imanol              | Qi 3/6 voix                  | Koldo                | Koldo                           | Imanol              |
| 19      |                   |                   |                     |                              | Oihane J. Par Andeka | Oihane J. Par Andeka            | Andeka              |

## Septième édition (2011)
Le 9 janvier 2011 démarre la septième édition du Conquistador del fin del mundo (Conquérant de la fin du Monde), et pour la première fois comportera trois équipes, avec Juanito Oiarzabal, José Luis Korta et Irati Anda Villanueva comme capitaines. La particularité dans cette édition est que les participants sont divisés en trois groupes. Guanacos (composée par 8 hommes), Condors (composée par 8 femmes) et Pumas (composée par 4 hommes et 4 femmes d'origine étrangère).

### Participants
| Concurrent                    | Âge    | Résidence       | Équipe   | Information                              |
| ----------------------------- | ------ | --------------- | -------- | ---------------------------------------- |
| Nakor Marquez                 | 26 ans | Zarautz         | Guanacos | Vainqueur                                |
| Lur Ibarra                    | 29 ans | Usurbil         | Cóndores | Finaliste                                |
| Helenka Gomez                 | 34 ans | Sestao          | Cóndores | 11e éliminée/Purgatoire/Finaliste        |
| Maider Otegi                  | 24 ans | Auritz          | Cóndores | Finaliste                                |
| Mercedes Barrera "Metxa"      | 22 ans | Sopelana        | Pumas    | 18° éliminée                             |
| Cristina Rey                  | 35 ans | Vitoria-Gasteiz | Cóndores | 17° éliminée                             |
| Dina Aboureid                 | 31 ans | Vitoria-Gasteiz | Pumas    | 13e Éliminée / Purgatoire / 16e Éliminée |
| Jonathan Rodriguez "Pox"      | 23 ans | Etxarri-Aranatz | Guanacos | 15e éliminé                              |
| Inmaculada Azevedo            | 29 ans | Zarautz         | Pumas    | 12e éliminée/Purgatoire/ 14e éliminée    |
| Pasang Sherpa                 | 19 ans | Eguillor        | Pumas    | Abandon Volontaire                       |
| Khendud Taki "Jandu"          | 21 ans | Laudio          | Pumas    | Abandon Volontaire                       |
| Anibal Lopez                  | 39 ans | Andoain         | Pumas    | 10e Éliminé / Abandon Volontaire         |
| Juan Felipe Saharrea "Xegone" | 42 ans | Ziga            | Guanacos | 9e Éliminé                               |
| Fernando Lavín                | 42 ans | Bilbao          | Guanacos | 8e Éliminé                               |
| Francisco Javier Goiri        | 57 ans | Berango         | Guanacos | 7e Éliminé                               |
| Maialen Delgado               | 21 ans | Eibar           | Cóndores | Abandon pour blessure                    |
| Iñaki Etxezarra "Etxe"        | 26 ans | Berriz          | Guanacos | Abandon pour blessure                    |
| Arantxa Iparaguirre           | 35 ans | Zizurkil        | Guanacos | 6e Éliminée                              |
| Leire Zardoya                 | 24 ans | Pampelune       | Cóndores | 5e Éliminée                              |
| Leire Ferreiro                | 31 ans | Fontarrabie     | Cóndores | 4e Éliminée                              |
| Jonathan Cuadrado "Tolas"     | 28 ans | Lezo            | Guanacos | Abandon pour blessure                    |
| Manu Murga                    | 52 ans | Berrostegieta   | Guanacos | 3e Éliminé                               |
| Cindy Gema                    | 24 ans | Saint-Sébastien | Pumas    | 2e Éliminée                              |
| Eduardo José Genua            | 34 ans | Etxalar         | Pumas    | 1re Éliminé                              |

### Duels
| Épisode | Équipe Immune     | Équipe dans l'Assemblée | Nommé par Capitaine | Nommé par Compagnons | Nommé par Immune     | Duellistes                | Éliminé  |                     |
| ------- | ----------------- | ----------------------- | ------------------- | -------------------- | -------------------- | ------------------------- | -------- | ------------------- |
| 02      | Cóndores          | Guanacos                | Javier              | Xegone               | Eduardo              | Eduardo et Javier         | Eduardo  |                     |
| 03      | Cóndores          | Pumas                   | Cindy               | Inma                 | Nakor                | Cindy et Nakor            | Cindy    |                     |
| 04      | Pumas             | Guanacos                | Nakor               | Manu                 | Néant                | Manu et Nakor             | Manu     |                     |
| 05      | Guanacos          | Cóndores                | Arantza             | Leire F              | Jandu                | Jandu et Leire F          | Leire F  |                     |
| 06      | Guanacos          | Cóndores                | Leire Z             | Helenka              | Jandu                | Jandu et Leire Z          | Leire Z  |                     |
| 07      | Pumas             | Guanacos                | Arantza             | Fernando             | Cristina             | Arantxa et Cristina       | Arantza  |                     |
| 08      | Immunité nulle    | Toutes                  | Jandu               | Javier               | Cristina             | Cristina, Javier et Jandu | Javier   |                     |
| 09      | Cóndores          | Guanacos                | Pox                 | Fernando             | Dina                 | Dina et Fernando          | Fernando |                     |
| 10      | Cóndores          | Guanacos                | Nakor               | Xegone               | Anibal               | Anibal et Xegone          | Xegone   |                     |
| Épisode | Concurrent immune | Concurrent immune       | Nommé par l'épreuve | Nommé par compagnons | Nommé par capitaine  | Duellistes                | Éliminé  | Purgatoire          |
| 11      | Néant             | Néant                   | Néant               | Jandu 6/13 voix      | Anibal               | Anibal et Jandu           | Anibal   | Anibal              |
| 12      | Pox               | Pox                     | Helenka             | Inma 9/12 voix       | Metxa                | Helenka et Inma           | Helenka  | Anibal Helenka      |
| 13      | Pox               | Pox                     | Cristina            | Néant                | Néant                | Néant                     | Néant    | Anibal Helenka      |
| 14      | Pox               | Pox                     | Maider              | Inma 7/8 voix        | Lur                  | Inma et Maider            | Inma     | Helenka, Inma       |
| 15      | Cristina          | Cristina                | Lur                 | Dina 4/7 voix        | Metxa                | Dina et Lur               | Dina     | Helenka, Inma, Dina |
| Épisode | Concurrent immune | Concurrent immune       | Nommé #1            | Nommé #2             | Nommé par compagnons | Éliminé                   |          |                     |
| 16      | Nakor             | Nakor                   | Helenka             | Dina                 | Pox 4/8 voix         | Pox                       |          |                     |
| Épisode | Concurrent immune | Concurrent immune       | Nommé par l'épreuve | Nommé par compagnons | Éliminé              |                           |          |                     |
| 17      | Nakor             | Nakor                   | Maider              | Dina 4/7 voix        | Dina                 |                           |          |                     |

## Huitième édition (2012)
El conquistador del fin del mundo (Le conquérant du bout du monde) est un programme de survie en Patagonie réalisé pour la seconde chaine de la télévision basque (en espagnol).
- Direction: Txema Montoya, Joxan Goñi.
- Production exécutive: Patxi Alonso, Gonzalo Honigblum.
- Réalisation: Santiago Sanchez.
- Producteur délégué: Aitor Etxaluze.
- Production: Beronike Lopez, Pablo Trachter.

Le 8 janvier 2012 démarre la huitième édition de ce programme et se compose de 24 participants. Durant les quatre premiers épisodes les concurrents jouaient individuellement mais à partir du cinquième on a composé trois équipes : les Guanacos, les Condors et les Pumas dirigées respectivement par José Luis Korta, Jose Maria Lujambio et Mikel Goñi.

### Concurrents
Voir les vidéos en streaming sur ETB Sat.
| Concurrents                       | Âge    | Résidence           | Équipe      | Classement         | Voix des spectateurs |
| --------------------------------- | ------ | ------------------- | ----------- | ------------------ | -------------------- |
| David Seco                        | 38 ans | Busturia            | Pumas       | Vainqueur          |                      |
| Javier Adell "Lobo"               | 34 ans | Magallón            | Condors     | 2e Finaliste       | Finaliste            |
| Yerai González                    | 29 ans | Irun                | Guanacos    | 3e Finaliste 1     |                      |
| Ibon Urrutia                      | 18 ans | Bilbao              | Guanacos    | 4e Finaliste       | élu Favori 2         |
| Isabel Landa                      | 25 ans | Saint-Sébastien     | Pumas       | 18e éliminée       |                      |
| Virginia Chamorro                 | 32 ans | Aztegieta           | Guanacos    | 17e éliminée       |                      |
| Francisco Aizpun "Patxi"          | 48 ans | Vitoria-Gasteiz     | Guanacos    | Abandon volontaire |                      |
| Sarai Gustrán                     | 21 ans | Barakaldo           | Pumas       | 16e éliminée       |                      |
| Xabier Migueliz "Migueliz"        | 22 ans | Saint-Sébastien     | Condors     | 15e éliminé        |                      |
| Cristina Elarre                   | 25 ans | Pampelune           | Pumas       | 14e éliminée       |                      |
| Verónica Gónzalez                 | 23 ans | Lasarte-Oria        | Condors     | 13e éliminée       |                      |
| Nekane Arroyo                     | 24 ans | Galdakao            | Condors     | 12e éliminée       |                      |
| Manuel Lasarte "Manu"             | 31 ans | Orio                | Pumas       | 11e éliminé        |                      |
| Silvia Urquia                     | 29 ans | Getxo               | Guanacos    | 10e éliminée       |                      |
| Jose Antonio Arriada "Zikito"     | 35 ans | Pampelune           | Pumas       | 9e éliminé         |                      |
| Omar Aizpuru                      | 19 ans | Azpeitia            | Condors     | 8e éliminé         |                      |
| Larraitz Oses                     | 30 ans | Pampelune           | Condors     | 7e éliminée        |                      |
| Nagore Narváez "Gran Danesa"      | 34 ans | Arrasate            | Pumas       | 6e éliminée        |                      |
| Lourdes Gómez de Segura           | 45 ans | Nanclares de la Oca | Guanacos    | 5e éliminée        |                      |
| Bárbaro Oreste "El pinga"         | 34 ans | Vitoria-Gasteiz     | Sans équipe | Abandon volontaire |                      |
| Elizabeth Díaz "Eli"              | 25 ans | Pampelune           | Sans équipe | 4e éliminée        |                      |
| Alicia Hita "Ali"                 | 31 ans | Vitoria-Gasteiz     | Sans équipe | 3e éliminée        |                      |
| Lander Sáez de Cortazar "Txintxe" | 27 ans | Vitoria-Gasteiz     | Sans équipe | 2e éliminé         |                      |
| Andoni                            | 30 ans | Pampelune           | Sans équipe | 1er éliminé        |                      |

- 1 Yerai est arrivé au pied de la tyrolienne mais il n'y avait que deux place pour terminer l'épreuve (seconde surprise).
- 2 Ibon n'avait pas de pagaie (deux pagaies pour trois candidats) et n'a donc pu prendre son kayak pour atteindre la tyrolienne (première surprise).

### Épisodes
|             | 1      | 2       | 3        | 4        | 5        | 6        | 7        | 8        | 9       | 10      | 11       | 12      | 13       | 14       | 15       | 16      | 17       | 18       | 19        | Finale       |
| ----------- | ------ | ------- | -------- | -------- | -------- | -------- | -------- | -------- | ------- | ------- | -------- | ------- | -------- | -------- | -------- | ------- | -------- | -------- | --------- | ------------ |
| David       | Sauvé  | Sauvé   | Nommé    | Sauvé    | Nommé    | Sauvé    | Inmune   | Sauvé    | Sauvé   | Inmune  | Sauvé    | Sauvé   | Sauvé    | Sauvé    | Nommé    | Inmune  | Nommé    | Sauvé    | Nommé     | Vainqueur    |
| Lobo        | Sauvé  | Sauvé   | Sauvé    | Sauvé    | Inmune   | Nommé    | Sauvé    | Sauvé    | Inmune  | Sauvé   | Inmune   | Sauvé   | Sauvé    | Nommé    | Nommé    | Sauvé   | Sauvé    | Nommé    | Nommé     | 2e Finaliste |
| Yeray       | Nommé  | Inmune  | Sauvé    | Inmune   | Sauvé    | Inmune   | Sauvé    | Sauvé    | Sauvé   | Sauvé   | Sauvé    | Inmune  | Inmune   | Inmune   | Inmune   | Sauvé   | Nommé    | Nommé    | Finaliste | 3e Finaliste |
| Ibon        | Sauvé  | Sauvé   | Sauvé    | Sauvé    | Sauvé    | Inmune   | Nommé    | Sauvé    | Sauvé   | Sauvé   | Sauvé    | Inmune  | Inmune   | Inmune   | Inmune   | Nommé   | Inmune   | Inmune   | Nommé     | 4e Finaliste |
| Isabel      | Inmune | Sauvée  | Sauvée   | Sauvée   | Sauvée   | Sauvée   | Inmune   | Sauvée   | Sauvée  | Inmune  | Sauvée   | Nommée  | Nommée   | Sauvée   | Sauvée   | Sauvée  | Sauvée   | Nommée   | Éliminée  |              |
| Virginia    | Sauvée | Sauvée  | Sauvée   | Sauvée   | Nommée   | Inmune   | Nommée   | Sauvée   | Sauvée  | Sauvée  | Sauvée   | Inmune  | Inmune   | Inmune   | Inmune   | Sauvée  | Nommée   | Éliminée |           |              |
| Patxi       | Sauvé  | Sauvé   | Sauvé    | Nommé    | Sauvé    | Inmune   | Sauvé    | Nommé    | Nommé   | Nommé   | Nommé    | Inmune  | Inmune   | Inmune   | Inmune   | Nommé   | Abandon  |          |           |              |
| Sarai       | Sauvée | Sauvée  | Sauvée   | Sauvée   | Sauvée   | Nommée   | Inmune   | Nommée   | Sauvée  | Inmune  | Sauvée   | Sauvée  | Sauvée   | Nommée   | Sauvée   | Nommée  | Éliminée |          |           |              |
| Migueliz    | Sauvé  | Nommé   | Sauvé    | Sauvé    | Inmune   | Sauvé    | Sauvé    | Sauvé    | Inmune  | Nommé   | Inmune   | Nommé   | Sauvé    | Sauvé    | Nommé    | Éliminé |          |          |           |              |
| Cristina    | Sauvée | Sauvée  | Sauvée   | Sauvée   | Sauvée   | Sauvée   | Inmune   | Sauvée   | Nommée  | Inmune  | Sauvée   | Sauvée  | Nommée   | Nommée   | Éliminée |         |          |          |           |              |
| Verónica    | Sauvée | Sauvée  | Sauvée   | Sauvée   | Inmune   | Sauvée   | Sauvée   | Sauvée   | Inmune  | Sauvée  | Inmune   | Sauvée  | Nommée   | Éliminée |          |         |          |          |           |              |
| Nekane      | Sauvée | Sauvée  | Sauvée   | Sauvée   | Inmune   | Sauvée   | Sauvée   | Sauvée   | Inmune  | Sauvée  | Inmune   | Nommée  | Éliminée |          |          |         |          |          |           |              |
| Manu        | Sauvé  | Sauvé   | Inmune   | Sauvé    | Sauvé    | Sauvé    | Inmune   | Sauvé    | Sauvé   | Inmune  | Nommé    | Éliminé |          |          |          |         |          |          |           |              |
| Silvia      | Sauvée | Inmune  | Sauvée   | Sauvée   | Sauvée   | Inmune   | Sauvée   | Sauvée   | Sauvée  | Nommée  | Éliminée |         |          |          |          |         |          |          |           |              |
| Zikito      | Sauvé  | Sauvé   | Sauvé    | Sauvé    | Sauvé    | Sauvé    | Inmune   | Sauvé    | Nommé   | Éliminé |          |         |          |          |          |         |          |          |           |              |
| Omar        | Sauvé  | Sauvé   | Sauvé    | Sauvé    | Inmune   | Sauvé    | Sauvé    | Nommé    | Éliminé |         |          |         |          |          |          |         |          |          |           |              |
| Larraitz    | Sauvée | Sauvée  | Sauvée   | Sauvée   | Inmune   | Sauvée   | Nommée   | Éliminée |         |         |          |         |          |          |          |         |          |          |           |              |
| Gran Danesa | Sauvée | Sauvée  | Sauvée   | Sauvée   | Sauvée   | Nommée   | Éliminée |          |         |         |          |         |          |          |          |         |          |          |           |              |
| Lourdes     | Sauvée | Sauvée  | Nominada | Sauvée   | Nommée   | Éliminée |          |          |         |         |          |         |          |          |          |         |          |          |           |              |
| Bárbaro     | Nommé  | Nommé   | Sauvé    | Nommé    | Abandon  |          |          |          |         |         |          |         |          |          |          |         |          |          |           |              |
| Eli         | Sauvée | Sauvée  | Sauvé    | Nommée   | Éliminée |          |          |          |         |         |          |         |          |          |          |         |          |          |           |              |
| Alicia      | Sauvée | Sauvée  | Nommée   | Éliminée |          |          |          |          |         |         |          |         |          |          |          |         |          |          |           |              |
| Txintxe     | Sauvé  | Nommé   | Éliminé  |          |          |          |          |          |         |         |          |         |          |          |          |         |          |          |           |              |
| Andoni      | Nommé  | Éliminé |          |          |          |          |          |          |         |         |          |         |          |          |          |         |          |          |           |              |

### Duels
| 01      | Isabel                | Bárbaro                 | Andoni              | Yerai                | Andoni             |                                |             |
| 02      | Silvia & Yerai        | Barbaro                 | Migueliz            | Txintxe              | Txintxe            |                                |             |
| 03      | Manu                  | Alicia                  | David               | Lourdes              | Alicia             |                                |             |
| 04      | Yerai                 | Bárbaro                 | Eli                 | Patxi                | Eli                |                                |             |
| Épisode | Équipe Immune         | Équipe dans l'Assemblée | Nommé par Capitaine | Nommé par Compagnons | Nommé par l'Immune | Duellistes Finaux              | Éliminé     |
| 05      | Cóndores              | Guanacos                | Virginia            | Lourdes              | David              | David & Lourdes                | Lourdes     |
| 06      | Guanacos              | Pumas                   | Gran Danesa         | Saray                | Lobo               | Lobo & Gran Danesa             | Gran Danesa |
| 07      | Pumas                 | Guanacos                | Ibon                | Virginia             | Larraitz           | Larraitz & Ibon                | Larraitz    |
| Épisode | Équipe Immune         | Équipe dans l'Assemblée | Nommé Cóndores      | Nommé Guanacos       | Nommé Pumas        | Duellistes Finaux              | Éliminé     |
| 08      | Aucune                | Tous                    | Omar                | Patxi                | Sarai              | Omar , Patxi & Saray           | Omar        |
| Épisode | Équipe Inmune         | Équipe dans l'Assemblée | Nommé par Capitaine | Nommé par Compagnons | Nommé par Immune   | Duellistes Finaux              | Éliminé     |
| 09      | Cóndores              | Pumas                   | Cristina            | Zikito               | Patxi              | Patxi & Zikito                 | Zikito      |
| 10      | Pumas                 | Guanacos                | Patxi               | Silvia               | Migueliz           | Migueliz & Silvia              | Silvia      |
| 11      | Cóndores              | Guanacos                | No Hubo             | Patxi                | Manu               | Manu & Patxi                   | Manu        |
| 12      | Guanacos              | Cóndores                | Migueliz            | Nekane               | Isabel             | Isabel & Nekane                | Nekane      |
| 13      | Guanacos              | Pumas                   | Isabel              | Cristina             | Verónica           | Verónica & Isabel              | Verónica    |
| 14      | Guanacos              | Pumas                   | Cristina            | Saray                | Lobo               | Lobo & Cristina                | Cristina    |
| 15      | Guanacos              | Cóndores                | Migueliz            | Lobo                 | David              | David & Migueliz               | Migueliz    |
| Épisode | Concurrent Immune     | Nommé par l'épreuve     | Nommé par Immune    | Nommé par Compagnons | Éliminé            |                                |             |
| 16      | David                 | Saray                   | Patxi               | Ibon                 | Saray              |                                |             |
| 17      | Ibon                  | David                   | Virginia            | Yeray                | Virginia           |                                |             |
| 18      | Ibon                  | Yeray                   | Isabel              | Lobo                 | Isabel             |                                |             |
| Épisode | Finaliste par épreuve | Nommé par épreuve       | Éliminé             | Troisième Finaliste  | Second Finaliste   | Conquistador del Fin del Mundo |             |
| Finale  | Yeray                 | Ibon                    | Ibon                | Yeray                | Lobo               | David                          |             |

- Bárbaro abandonne et retourne à la maison malgré sa seconde place, non éliminatoire, dans l'épreuve du duel sur la tyrolienne. Il a attendu l'élimination d'Élisabeth (Eli) pour annoncer sa volonté de quitter l'aventure.
- José Luis Korta abandonne l'aventure, laissant son équipe sans capitaine.

### Commentaires
Lors des deux premières épreuves du duel il s'agissait de traverser un canyon sur une tyrolienne à 160 m d'altitude. Andoni et Lander "Txintxe" ont été éliminés pour ne pas avoir participé à cette épreuve pour cause de vertige. La troisième épreuve était aussi cette même tyrolienne mais avec une cible aux trois cercles au fond du canyon. Il s'agissait de laisser tomber des sacs de sable pour obtenir des bonus en temps (30 secondes de bonification sur le cercle extérieur, noir, 45 secondes sur le cercle médian, rouge, et 1 minute sur le cercle central, blanc). Lors de ce troisième duel, Lourdes n'a pas réussi à viser la cible au sol mais sera qualifiée grâce au temps. Alicia se rapprochera le mieux du centre mais avec un temps beaucoup trop long pour espérer se qualifier malgré les 45 secondes de bonification.

## Palmarès
| Édition                           | Date | Vainqueur           | Second finaliste          | Troisième finaliste |
| --------------------------------- | ---- | ------------------- | ------------------------- | ------------------- |
| El conquistador del fin del mundo | 2005 | Eneko Van Horenbeke | Goiko                     | Natxo Cebolla       |
| El conquistador del fin del mundo | 2006 | Raúl Arribas        | Azucena Diez              | Patxi Hernández     |
| El conquistador del fin del mundo | 2007 | Lourdes Zuriarrain  | Mari José "Marijo" Sardon | Josu "Ruso" Rus     |
| El conquistador del fin del mundo | 2008 | Gorka Toraño        | Iosu Vázquez              | Eguzki Garmendia    |
| El conquistador del fin del mundo | 2009 | Gotzon Mantuliz     | Josu Abrego               | Ndiaga Ngam         |
| El conquistador del fin del mundo | 2010 | Egoitz Rios         | Oihane Jimenez            | Koldo Pozueta       |
| El conquistador del fin del mundo | 2011 | Nakor               | Lur                       | Helenka             |
| El conquistador del fin del mundo | 2012 | David Seco          | Javier Adell "Lobo"       | Yeray González      |

## Critiques
Quelques groupes pour les droits des animaux ont accusé le programme Le conquistador del fin del mundo de favoriser la maltraitance des animaux, tuer des poules, gaver une dinde de force provoquant des vomissements devant les rires les participants, etc.